# ぶどう色1号
ぶどう色1号（ぶどういろ1ごう）は、日本国有鉄道（国鉄）が定めた色名称の1つである。

## 概要
鉄道省時代から客車および電気機関車・ディーゼル機関車・電車・気動車に採用されていた色である。これは、車両が蒸気機関車の煤煙によって汚れるため、汚れが目立たないように明るい塗装をしないほうが良い、と考えられていたことも一因である。
気動車については1935年（昭和10年）から製造されたキハ42000形で、「軽快色」と通称された青（後の青3号）と黄褐色（後の黄かっ色2号）のツートーンカラーが初めて採用され、他の気動車も順次塗り替えられた。
1955年（昭和30年）、10系客車の登場を契機として、それまで本色が使用されていた電車・客車・電気機関車については、より明るめのぶどう色2号に変更されることになり、本色は廃止された。

## 使用車両
- 戦前製の電気機関車各形式
- 戦前製の旧形電車各形式
- 戦前製の旧形客車各形式
- キハ40000形以前の戦前製気動車各形式

## 近似色
- SLニセコ号用旧形客車の塗色 - ぶどう色2号より暗めの色である。
- ぶどう色2号